# 2544 Gubarev
2544 Gubarev è un asteroide della fascia principale del diametro medio di circa 9,35 km. Scoperto nel 1980, presenta un'orbita caratterizzata da un semiasse maggiore pari a 2,3744572 UA e da un'eccentricità di 0,2387054, inclinata di 22,53790° rispetto all'eclittica.
L'asteroide è dedicato al cosmonauta sovietico Aleksej Aleksandrovič Gubarev.